# Androsace wardii
Androsace wardii är en viveväxtart som beskrevs av William Wright Smith. Androsace wardii ingår i släktet grusvivor, och familjen viveväxter. Inga underarter finns listade i Catalogue of Life.